# Серославиці (Свентокшиське воєводство)
Серославиці (пол. Sierosławice) — село в Польщі, у гміні Конське Конецького повіту Свентокшиського воєводства.
Населення — 768 осіб (2011).
У 1975—1998 роках село належало до Келецького воєводства.

## Демографія
Демографічна структура на день 31 березня 2011 року:
|          | Загалом | Допрацездатний вік | Працездатний вік | Постпрацездатний вік |
| -------- | ------- | ------------------ | ---------------- | -------------------- |
| Чоловіки | 397     | 80                 | 267              | 50                   |
| Жінки    | 371     | 73                 | 204              | 94                   |
| Разом    | 768     | 153                | 471              | 144                  |